# Pont-l'Évêque (Calvados)
Pont-l'Évêque is een gemeente in het Franse departement Calvados (regio Normandië). De plaats maakt deel uit van het arrondissement Lisieux. Pont-l'Évêque telde op 1 januari 2022 5.116 inwoners.

## Geografie
De oppervlakte van Pont-l'Évêque bedroeg op 1 januari 2022 12,98 vierkante kilometer; de bevolkingsdichtheid was toen 394,1 inwoners per km².
De onderstaande kaart toont de ligging van Pont-l'Évêque met de belangrijkste infrastructuur en aangrenzende gemeenten.

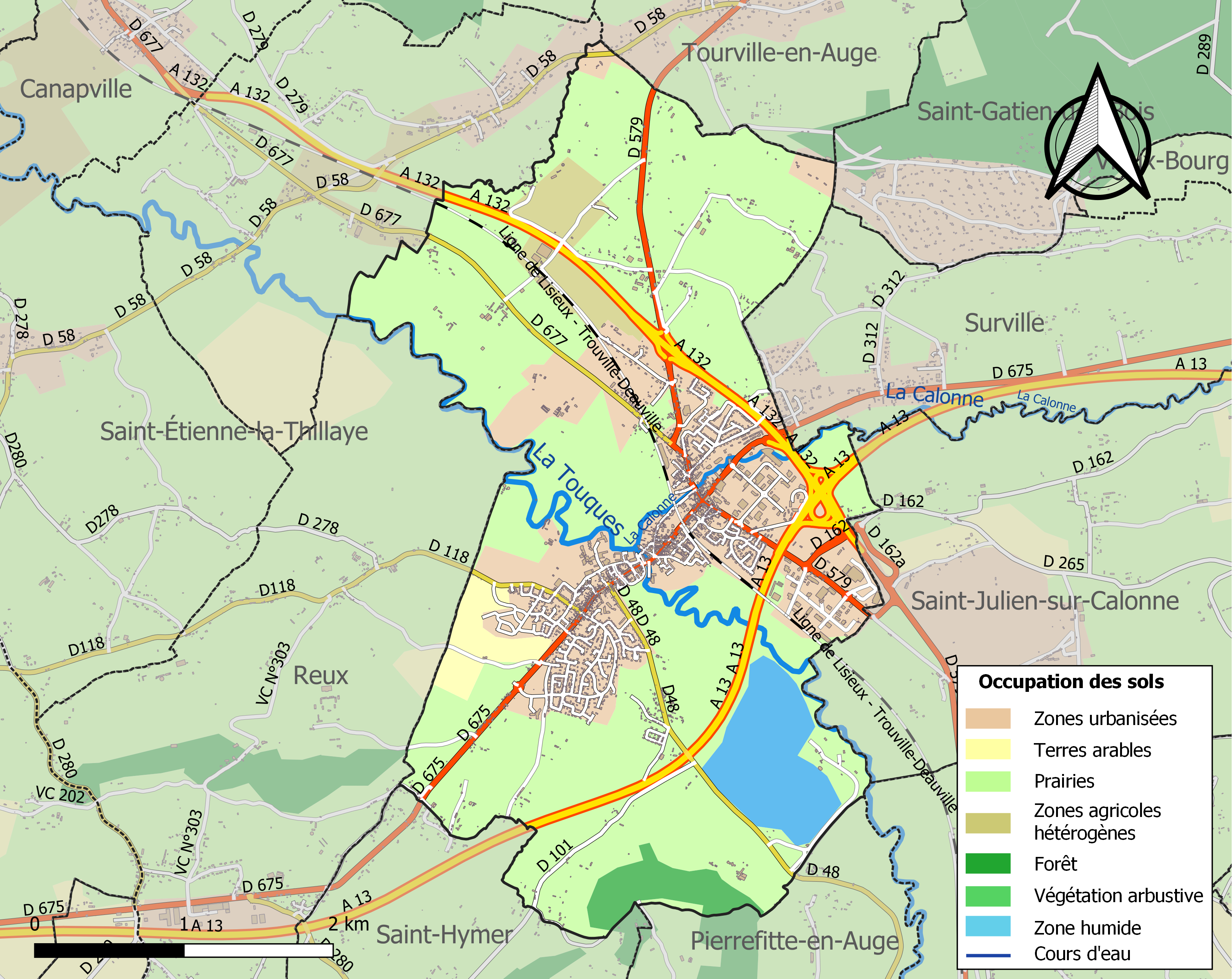

## Verkeer en vervoer
In de gemeente ligt spoorwegstation Pont-l'Évêque.

## Demografie
Onderstaande figuur toont het verloop van het inwonertal (bron: INSEE-tellingen).
Vanwege een beveiligingsprobleem met de MediaWiki Graph-software is het momenteel niet mogelijk deze grafiek weer te geven. Zodra de software is bijgewerkt zal de grafiek vanzelf weer zichtbaar worden.